# Куртозис
У теорији вероватноће и статистици, куртозис (грч. κυρτος) је мера „репа“ дистрибуције вероватноће случајне променљиве реалне вредности. Као и искривљеност, куртозис описује одређени аспект дистрибуције вероватноће. Постоје различити начини да се квантификује куртозис за теоријску дистрибуцију, а постоје и одговарајући начини за процену на основу узорка из популације. Различите мере куртозиса могу имати различита тумачења.
Уобичајено је поредити вишак ексцеса куртозиса дистрибуције са 0, што је вишак куртозе било које униваријантне нормалне дистрибуције. За дистрибуције са негативним вишком ексцеса се каже да су платикуртичне, иако то не значи да је дистрибуција „равног врха“, како се понекад наводи. Уместо тога, то значи да дистрибуција производи мање екстремних одступања од нормалне дистрибуције. Пример платикуртичне дистрибуције је униформна дистрибуција, која не производи вањске вредности. За дистрибуције са позитивним вишком куртозе се каже да су лептокуртичне. Пример лептокуртичне дистрибуције је Лапласова расподела, која има репове који се асимптотски приближавају нули спорије од Гаусове, и стога производи више одступања од нормалне расподеле. Уобичајена је пракса да се користи вишак ексцеса, који је дефинисан као Пирсонов куртозис минус 3, да би се обезбедило једноставно поређење са нормалном дистрибуцијом. Неки аутори и софтверски пакети користе "куртозис" само по себи за означавање вишка ексцеса. 

## Преглед
Куртоза је мера комбиноване тежине репова дистрибуције у односу на центар дистрибуције. Када се скуп приближно нормалних података графички прикаже преко хистограма, он показује врхунац и већину података унутар три стандардне девијације (плус или минус) средње вредности. Међутим, када је присутан висок куртозис, репови се протежу даље од три стандардне девијације нормалне звонасто закривљене дистрибуције. Куртоза се понекад меша са мером вршности дистрибуције. Међутим, куртозис је мера која описује облик репова дистрибуције у односу на његов укупни облик. Дистрибуција може бити бесконачно врхунска са ниским куртозисом, а дистрибуција може бити савршено равна са бесконачном куртозом. Дакле, куртозис мери „репидност“, а не „врхост“.

## Врсте куртозиса
Дистрибуције се могу категорисати у три групе на основу њихове куртозе. Репови су крајеви који се сужавају са обе стране дистрибуције. Они представљају вероватноћу или учесталост вредности које су изузетно високе или ниске у поређењу са средњом. Другим речима, репови представљају колико често се појављују одступања.
|                      | Мезокуртичне | Платикуртичне | Лептокуртичне |
| -------------------- | ------------ | ------------- | ------------- |
| Реп                  | Средњи реп   | Танак реп     | Дебео реп     |
| Изузетна фреквенција | Средња       | Ниска         | Висока        |
| Куртозис             | Умерена (3)  | Ниска (<3)    | Висока (3>)   |
| Вишак куртозиса      | 0            | Негативан     | Позитиван     |
| Пример дистрибуције  | Нормална     | Униформна     | Лапласова     |

### Мезокуртична дистрибуција
Мезокуртична дистрибуција је средњег репа, тако да одступања нису ни веома честа, ни веома ретка. Куртозис се мери у поређењу са нормалним дистрибуцијама. Најистакнутији пример мезокуртичне дистрибуције је породица нормалне дистрибуције, без обзира на вредности њених параметара. Неколико других добро познатих дистрибуција може бити мезокуртична, у зависности од вредности параметара: на пример, биномна дистрибуција је мезокуртична за:
{\displaystyle p=1/2\pm {\sqrt {1/12}}}

### Платикуртична дистрибуција
Дистрибуција са негативним вишком куртозе назива се платикуртична или платикуртотична. „Плати-“ значи „широко“. У погледу облика, платикуртична дистрибуција има тање репове. Примери платикуртичних дистрибуција укључују континуиране и дискретне униформне дистрибуције и повишену косинусну дистрибуцију. Најплатикуртичнија дистрибуција од свих је Бернулијева расподела са p = 1/2 (на пример, колико пута неко добије "главу" када једном баци новчић), за коју је вишак ексцеса -2.
Платикуртична дистрибуција је танког репа, што значи да су одступања ретка. Платикуртичне дистрибуције имају мање ексцеса од нормалне дистрибуције. Другим речима, платикуртичне дистрибуције имају куртозис мањи од 3, вишак ексцеса мањи од 0. Платикуртоза се понекад назива негативна куртоза, пошто је вишак ексцеса негативан.

### Лептокуртична дистрибуција
Дистрибуција са позитивним вишком куртозе назива се лептокуртична или лептокуртотична. „Лепто-“ значи „витак“. У погледу облика, лептокуртична дистрибуција има дебље репове. Примери лептокуртичких дистрибуција укључују Студентову т-дистрибуцију, Рејлијеву расподелу, Лапласову расподелу, експоненцијалну расподелу, Поасонову расподелу и логистичку расподелу. Такве расподеле се понекад називају супер-Гаусовим.

## Рачунање куртозиса
Математички говорећи, ексцес је стандардизовани четврти тренутак дистрибуције. Тренуци су скуп мерења који вам говоре о облику дистрибуције. Моменти се стандардизују тако што се деле стандардном девијацијом подигнутом на одговарајућу снагу.

### Популација
Куртозис популације се рачуна формулом:
{\displaystyle {\bar {\mu 4}}={\mu 4 \over \sigma ^{4}}}
{\displaystyle {\bar {\mu 4}}} - је стандардизовани четврти моменат
{\displaystyle \mu 4} - је нестандардизовани централни четврти моменат 
{\displaystyle \sigma ^{4}}- је стандардна девијација

### Узорак
Може изгледати природно израчунати ексцес узорка као четврти тренутак узорка подељен његовом стандардном девијацијом на четврти степен. Међутим, ово доводи до пристрасне процене. Формула за непристрасну процену вишка ексцеса укључује дугу корекцију засновану на величини узорка:
{\displaystyle {\operatorname {(n+1)n(n-1)}  \over \operatorname {(n-1)(n-3)} }{\operatorname {\sum (x_{i}-{\bar {x}})^{4}}  \over \operatorname {(\sum (x_{i}-{\bar {x}})^{2})^{2}} }-3{\operatorname {(n-1)^{2}}  \over \operatorname {(n-2)(n-3)} }}
{\displaystyle n} - величина узорка
{\displaystyle x_{i}} - су запажања варијабле х
{\displaystyle {\bar {x}}} - просек варијабле х